# Fajã das Feiteiras
Bonita esta fajã que actualmente é conhecida por muitos apenas por Feiteiras.
Situa-se na costa Sul da ilha de São Jorge, na freguesia dos Rosais, Concelho de Velas.
Nesta fajã nunca houve casas, no entanto as suas terras, bastante boas eram todas cultivadas, principalmente com batata e algumas árvores de fruto como a figueira.
Também tinha excelentes águas para a pesca do sargo, da veja e da tainha, sendo a pesca feita de pedra, na baía da fajã ou no Passo das Feiteiras que também é um óptimo pesqueiro.
Nesta pequena fajã passa só uma ribeira de pluviosidade.
O acesso à fajã é difícil e muito perigoso. É preciso atravessar algumas pastagens antes de se chegar o local onde se dá início à descida da rocha. O atalho é muito estreito, inclinado e escorregadio.
A fauna e a flora é muito abundante e diversificada principalmente devido à pouca frequência humana.